# Far de D. Amélia
El Far de D. Amélia, da ponta Machado o de São Pedro és un far situat a la punta del sud oest de l'illa de São Vicente, al nord de Cap Verd, a 3 km del poble de São Pedro. S'hi accedeix a través de Foya Branca i es continua caminant 2 km. La torre del far té una forma quadrada blanca amb una llanterna i una galeria i fa 14 metres d'alt. El color és blanc i rosa.